# Weston-super-Mare
Weston-super-Mare (/ˈwɛstən ˌsuːpər ˈmɛər/) là một thị trấn ven biển ở Somerset, Anh, nằm bên eo biển Bristol, cách Bristol 18 dặm (29 km) về phía tây nam, giữa đồi Worlebury và đồi Bleadon. Phạm vi của thị trấn còn gồm cả các ngoại ô Oldmixon, West Wick và Worle. Dân số thị trấn theo thống kê 2011 là 76.143 người. Từ năm 1983, Weston là thành phố kết nghĩa với Hildesheim, Đức.
Dù có dấu vết về sự cư ngụ của con người tại đây từ thời đồ sắt, Weston-super-Mare chỉ là một làng nhỏ cho tới thế kỷ XIX khi nó trở thành một khu nghỉ dưỡng ven biển, nối với những thị trấn và thành phố lân cận nhờ đường sắt, đồng thời hai cầu tàu được dựng nên. Sự phát triển tiếp tục đến nửa sau thế kỷ XX, khi ngành du lịch tàn lụi và công nghiệp địa phương đi xuống. Một chương trình "tái sinh" đang diễn ra, với những điểm thu hút như Helicopter Museum (bảo tàng Trực thăng), bảo tàng Weston-super-Mare, Grand Pier (cầu tầu lớn) và một bể thủy sinh. Những con tàu Paddle Steamer Waverley và MV Balmoral chở khách từ Knightstone Island đến nhiều nơi dọc theo eo biển Bristol Channel và cửa sông Severn. Những điểm đến văn hóa có The Playhouse, Winter Gardens và Blakehay Theatre.
Do khoảng thủy triều rộng của eo biển Bristol, điểm triều kém ở vịnh Weston cách bờ biển tận 1 dặm (1,6 km). Dù bãi biển phủ cát, lúc triều kém, nơi đây trơ ra những vùng bùn dày, khiến nơi này có biệt danh "Weston-super-Mud". Những bãi bùn này rất nguy hiểm nếu đi bằng chân. Ngay phía bắc thị trấn là Sand Point.